# 透明浮蚕
透明浮蚕（学名：Tomopteris krampi）为浮蚕科浮蚕属的动物。分布于南北大西洋、印度洋，包括台湾海峡、东海、南海等海域。